# 유전자 검색
유전자 검색(gene search)은 DNA와 단백질 서열에 따른 파스타나 블라스트 알고리즘을 이용하여 상동성 검색을 하는 것의 일반적인 용어이다. 서열 검색이라고 흔히 부른다.
유전자 검색은 생정보학의 가장 기초적인 단계이고, 미국 NCBI의 알출과 립맨이 만든 블라스트(BLAST) 알고리즘이 가장 흔하게 쓰인다. 그 까닭은 이러한 알고리즘들이 가장 빠르고 사용하기가 쉽기 때문이다.